# مقاطعة داوجينغ
مقاطعة داوجينغ أو داوتشنغ  أو داوبا في التبت ( Tibetan   ؛ simplified Chinese      ) ، تاريخيًا تسمى داوبا (稻坝؛稻 壩؛  ) ، هي إحدى مقاطعات ولاية سيتشوان الغربية في الصين ، وتقع في جبال هنغدوان الشرقية. تقع تحت إدارة مقاطعة Garzê التبتية ذاتية الحكم ذات الأغلبية الساحقة من سكان التبت .
تقع على الخارطة في خط عرض من 27 ° 58 'إلى 29 ° 30' شمالاً وخط طول 99 ° 56 'إلى 100 ° 36' ، وطولها يصل إلى 174 كيلومتر (108 ميل) في المدى بين الشمال والجنوب و 63 كيلومتر (39 ميل) بعرض الشرق والغرب ، بارتفاعات عن سطح البحر تتراوح من 2,000 إلى 6,032 متر (6,562 إلى 19,790 قدم) .

## التاريخ
غادر المستكشف جوزيف روك من ليجيانغ عام 1928 وزار مقاطعة داوتشنغ.
بعد سقوط سلالة تشينغ الحاكمة دخلت مقاطعة داوجينغ في حالة من الفوضى. كانت داوجينغ  من الثلاثينيات إلى الخمسينيات من القرن العشرين مسيطر عليها من الزعماء المحليون (土头) المتمركزين في داوبا ومنطقة Kongkaling (贡噶岭,؛ ).

## التقسيمات الإدارية
أربع مدن:
- جينتشو (金珠镇)، مدينة شانغريلا (香格里拉镇)،  سانغدوي (桑堆镇)، مدينة جيشي (吉呷镇)

## روابط خارجية
- http://www.daocheng.gov.cn نسخة محفوظة 3 أغسطس 2019 على موقع واي باك مشين.